# Lagerstätte de Wenlock
Le lagerstätte silurien de Wenlock, préservé dans les  séries calcaires de Wenlock d'Herefordshire en Angleterre est un site paléontologique de conservation exceptionnelle (Konservat-Lagerstätte) âgé d'environ 430 millions d'années (époque géologique du Wenlock).

## Environnement
Dans cette formation, des strates de fines cendres volcaniques ponctuent une séquence de boues carbonatées qui s'accumulaient dans un environnement marin sur la partie distale du plateau continental.

## Fossilisation
Dans cette matrice à grain fin, des animaux à corps mous et délicats sont souvent préservés en trois dimensions, sous forme de calcite et intégrés à des nodules calcaires. La fossilisation sous forme de calcite est un phénomène inhabituel.

## Fossiles
Ce lagerstätte fut découvert en 1996 et la première publication à son sujet parut la même année. Il offre une représentation plus large d'organismes que les sites classiques qui ne préservent que les coquilles et os. Les séries de Wenlock contiennent une faune diversifiée d'animaux macroscopiques incluant des vers polychètes (Kenostrychus), des éponges, des graptolites, un chélicérate (Offacolus), un mollusque vermiforme (Acaenoplax) et un arthropode du groupe-souche des Mandibulés (Aquilonifer). En ce qui concerne la faune microscopique, les séries de Wenlock contiennent de nombreux radiolaires bien préservés.
Les délicats fossiles de Wenlock sont difficiles à séparer de leurs gangues, Mark Sutton et son équipe utilisent une méthode qui consiste à décaper progressivement les fossiles en sections; à partir de photographies digitales des différentes sections, des « fossiles digitaux » sont créés en trois dimensions. Cette méthode présente l'inconvénient de détruire le fossile original.

### Sources
- (en) Cet article est partiellement ou en totalité issu de l’article de Wikipédia en anglais intitulé « Wenlock Series lagerstätte » (voir la liste des auteurs).